# Rue du Docteur-Victor-Hutinel
La rue du Docteur-Victor-Hutinel est une voie du 13e arrondissement de Paris, en France.

## Origine du nom
Elle porte le nom du médecin français Victor Henri Hutinel (1849-1933) qui travaillait à l'hôpital de la Salpêtrière proche.

## Historique
Cette rue est ouverte sur l'emplacement de l'ancienne cité Jeanne-d'Arc et prend sa dénomination actuelle le 27 juillet 1936.